# Castelpetroso
Castelpetroso (Castièllë in molisano) è un comune italiano di 1 500 abitanti della provincia di Isernia in Molise.

## Storia
Il borgo medievale è sorto circa in epoca normanna (XI secolo). Del vecchio castello non rimane nulla, tranne parti di muratura a scarpa attorno al borgo medievale. Nel XIII secolo è citato nel Catalogus Baronum.
La chiesa parrocchiale era quella di San Martino, che subì influssi barocchi nel XVII secolo.

### Apparizioni mariane del 1888
Il comune è noto per alcune presunte apparizioni mariane avvenute nel 1888 in località "Cesa tra Santi".
La popolazione si impegnò anche con la raccolta dei fondi necessari per la costruzione di un santuario che infine venne consacrato nel 1975.

## Monumenti e luoghi d'interesse

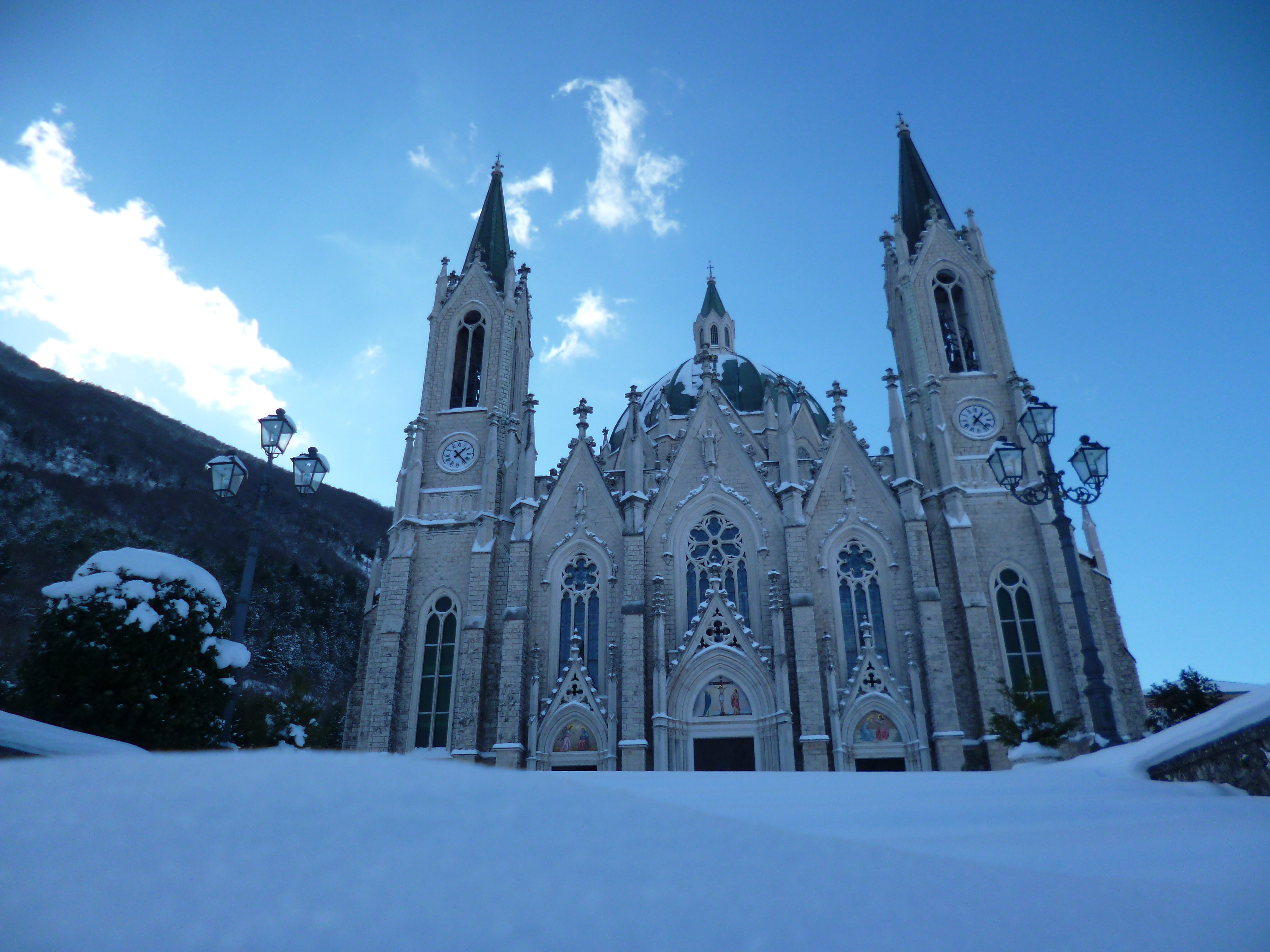
Santuario di Castelpetroso

- Maria Santissima Addolorata di Castelpetroso
- Basilica santuario di Maria Santissima Addolorata, Santuario dedicato alla patrona del Molise. Secondo la testimonianza delle veggenti, la Vergine Maria apparve la prima volta il 22 marzo 1888 a due pastorelle di nome Serafina e Bibiana in località Cesa tra Santi, sulle pendici del Monte Patalecchia. A questa prima apparizione ne seguirono altre. Tale fenomeno fu in seguito riconosciuto. Il santuario, iniziato con la posa della prima pietra avvenuta il 28 settembre 1890 e completato nel 1975, è realizzato in stile neogotico. Visto dall'alto è composto da sette cappelle che raffigurano i sette dolori della Madonna, al centro delle quali c'è la cupola alta 54 metri. Il santuario e il luogo delle apparizioni sono collegati tra loro dalla Via Matris, lunga 750 metri, dove appunto si ricordano i sette dolori mariani.
- Chiesa di San Martino Vescovo. La chiesa parrocchiale risale alla seconda metà del XIII secolo. All'interno si trovano diverse opere degne di interesse, tra cui un mosaico raffigurante S. Martino, una tela probabilmente del XVII secolo, e alcuni dipinti del Maestro molisano Amedeo Trivisonno. La struttura ha pianta rettangolare a navata unica barocca, con il campanile turrito.
- Cappella della Maddalena. La piccola cappella è situata ad 810 metri s.l.m. ed è caratterizzata dalle mura con pietre a vista, all'interno si trova una pregevole tela, fine XVIII inizio XIX secolo, del pittore molisano Raffaele Gioia.
- Chiesa della Madonna Della Libera in frazione Indiprete, Edificata tra la fine XVIII° inizio XIX secolo, la chiesa trae origine, si narra, da un evento miracoloso legato ad un quadro raffigurante appunto la Madonna della Libera. La chiesa è a tre navate e all'interno conserva l'originale quadro della Madonna della Libera (tela di fine XVII, inizio XVIII secolo), la cupola è affrescata da opere del maestro Amedeo Trivisonno (1929) e presenta diverse statue lignee di metà del XIX° secolo di buon pregio; in particolare la statua della Madonna della Libera (seconda metà del 1700) è attribuita a Paolo Saverio di Zinno, maggiore scultore Molisano del XVIII secolo.
- Chiesa di San Giuseppe XVII secolo, ai piedi del borgo
- Chiesa di San Rocco e cappellina di Santa Barbara alle spalle
- Chiesa San Nicola di Bari danneggiata dai tedeschi durante la seconda guerra mondiale
- Chiesa Santa Maria della Mercede in frazione Guasto

## Società

### Evoluzione demografica
Abitanti censiti

## Geografia antropica

### Frazioni
La maggioranza degli abitanti vive nelle 5 frazioni: Indiprete, Guasto, Pastena, Camere e Casale. Il nucleo centrale di Castelpetroso è costituito da un borgo medievale ancora intatto ma abitato solo da poche decine di persone.
La frazione più popolosa è Indiprete che dista circa 2 km da Castelpetroso (oltre 900 abitanti), è in essa che hanno sede le principali attività economiche del paese.

## Amministrazione
Di seguito è presentata una tabella relativa alle amministrazioni che si sono succedute in questo comune.
| Periodo        | Periodo        | Primo cittadino       | Partito                    | Carica  | Note  |
| -------------- | -------------- | --------------------- | -------------------------- | ------- | ----- |
| 19 agosto 1985 | 15 giugno 1990 | Antonio Vacca         | Democrazia Cristiana       | Sindaco | [ 7 ] |
| 18 giugno 1990 | 24 aprile 1995 | Angelo Armenti        | Democrazia Cristiana       | Sindaco | [ 7 ] |
| 24 aprile 1995 | 14 giugno 1999 | Angelo Armenti        | Partito Popolare Italiano  | Sindaco | [ 7 ] |
| 14 giugno 1999 | 14 giugno 2004 | Salvatore Forte       | lista civica               | Sindaco | [ 7 ] |
| 14 giugno 2004 | 8 giugno 2009  | Salvatore Forte       | lista civica               | Sindaco | [ 7 ] |
| 8 giugno 2009  | 26 maggio 2014 | Fausto Ricci          | lista civica               | Sindaco | [ 7 ] |
| 26 maggio 2014 | 27 maggio 2019 | Fabio D'Uva           | Trasparenza ed innovazione | Sindaco | [ 7 ] |
| 27 maggio 2019 | 10 giugno 2024 | Michela Tamburri      | Trasparenza ed innovazione | Sindaco | [ 7 ] |
| 10 giugno 2024 | in carica      | Gianmarco De Filippis | Castelpetroso nel cuore    | Sindaco | [ 7 ] |